# Isaac Chavel
Isaac Chavel (* 2. April 1939 in Louisville (Kentucky)) ist ein US-amerikanischer Mathematiker.
Chavel studierte Mathematik am Brooklyn College (Bachelor 1961, danach bis 1964 Teaching Assistant) und an der New York University (Master-Abschluss 1964) und wurde 1966 bei Harry Rauch an der Yeshiva University in New York promoviert (Conjugate points on homogeneous space). 1966 bis 1970 war er Assistant Professor an der University of Minnesota. Er war seit 1970 Assistant Professor, seit 1973 Associate Professor und ab 1980 Professor an der City University of New York (CUNY).
Chavel befasst sich mit Differentialgeometrie (Riemannscher Geometrie), Eigenwerten des Laplaceoperators in der Riemannschen Geometrie und geometrischen Ungleichungen.

## Schriften
- Isoperimetric Inequalities. Differential Geometric and Analytic Perspectives (= Cambridge Tracts in Mathematics. 145). Cambridge University Press, Cambridge u. a. 2001, ISBN 0-521-80267-9.
- Riemannian Geometry. A modern Introduction (= Cambridge Tracts in Mathematics. 108). Cambridge University Press, Cambridge u. a. 1993, ISBN 0-521-43201-4 (2. Auflage. (= Cambridge Studies in Advanced Mathematics. 98). ebenda 2006, ISBN 0-521-85368-0).
- Eigenvalues in Riemannian Geometry (= Pure and Applied Mathematics. 115). With a chapter by Burton Randol, with appendix by Jozef Dodziuk. Academic Press, Orlando FL u. a. 1984, ISBN 0-12-170640-0.
- Riemannian symmetric spaces of rank one (= Lecture Notes in Pure and Applied Mathematics. 5). Dekker, New York NY u. a. 1972, ISBN 0-8247-1099-1.